# Jervis McEntee
Jervis McEntee (Rondout, 14 luglio 1828 – Rondout, 27 gennaio 1891) è stato un pittore statunitense.
Appartenne, con pienezza di stile e di contenuti, alla Hudson River School. Nel mondo dell'arte americana del XIX secolo McEntee rimase un artista poco noto, ma fu comunque compagno di lavoro di tutti i più importanti esponenti della Hudson River School e ad essi legato da stretta amicizia. Oltre ai suoi dipinti, i diari di McEntee costituiscono una notevole eredità, poiché documentano la vita dei pittori di New York durante e dopo il periodo della Gilded Age.

## Biografia
Jervis McEntee nacque a Rondout, New York, ma assai poco si sa della sua infanzia.  All'età di circa 17 anni (1844/1846), egli frequentò il "Clinton Liberal Institute" a Clinton (New York).
McEntee espose il suo primo quadro presso la National Academy of Design di New York City nel 1850. L'anno seguente fece il suo apprendistato presso lo studio di Frederic Edwin Church, che era considerato una stella nascente nel mondo dell'arte americana. Church e McEntee rimasero amici per tutta la vita, anche se McEntee non raggiunse mai la fama e la fortuna di Church.

Dopo aver studiato con Church, McEntee tentò di entrare nel mondo degli affari a Rondout, ma la sua scarsa esperienza in quel campo gli negò il successo. In capo a tre anni rinunciò agli affari e si dedicò interamente all'arte. Nel 1857 si stabilì nel "Tenth Street Studio Building" di Richard Morris Hunt. Jervis McEntee fu molto amico di numerosi artisti della Hudson River School, quali Sanford Robinson Gifford, Worthington Whittredge, John Ferguson Weir, come anche di pittori figurativi, fra cui Eastman Johnson.
Nel 1860 fu nominato "associato" della "National Academy of Design", per poi, l'anno seguente, essere accolto come accademico a tutti gli effetti. Nel 1869 visitò l'Europa, sostando in particolare in Italia, dove produsse numerose tele.
Poiché molti degli altri residenti del "Tenth Street Studio Building" erano degli scapoli o dei frequentatori temporanei, McEntee e sua moglie, che era nota per essere una vivace e simpatica padrona di casa, divennero il punto di riferimento di riunioni salottiere spontanee, frequentate da alcuni fra i più noti artisti, scrittori e attori dell'epoca. Ma, dopo la morte di sua moglie nel 1878, McEntee, vedovo e sempre più immerso nella solitudine, restò da solo nell'edificio sino alla sua morte.

Nel 1890 Jervis McEntee si ammalò di nefrite (malattia di Bright). Morì il 27 gennaio del 1891 e fu sepolto nel cimitero Montrepose, a Kingston.

## L'arte
I paesaggi di McEntee sono noti per la loro atmosfera malinconica e poetica. Il loro cielo è spesso grigio e la stagione è spesso l'autunno. Mentre altri artisti, e in particolare Jasper Francis Cropsey, ritraevano il tipico splendore dorato del fogliame, McEntee dipinse l'autunno nel suo periodo finale, con le foglie ormai sbiadite e prossime a staccarsi dai rami.

McEntee scrisse a tal proposito sul suo diario: "Qualcuno definisce i miei paesaggi mesti e sgradevoli, e dice che io colgo l'aspetto triste della natura. Ma questo è un errore ….. La natura non è mai triste, bensì quieta e pensosa, riposante."

## Opere
Selezione.
- n.d. - The Doge's Palace (Venice) -  St. Johnsbury Athenaeum.[6]
- 1860 - The Melancholy Days have come
- 1861 - Indian Summer
- 1863 - Late Autumn
- 1864 - Mount Desert Island, Maine - John Wilmerding Collection, National Gallery of Art[7]
- 1870 - October Snow
- 1871 - The Woods of Asshockan, Catskills - St. Johnsbury Athenaeum[8]
- 1873 - Sea from Shore
- 1874 - Cape Ann
- 1876 - A Song of Summer
- 1878 - Winter in the Mountains
- 1879 - Clouds
- 1880 - The Edge of a Wood
- 1881 - Kaatskill River
- 1883 - Autumn Memory
- 1884 - Shadows of Autumn
- 1884 - The Kaatskills in Winter
- 1885 - A Cliff in the Katskills - Brooklyn Museum[9]
- 1885 - Christmas Eve
- 1886 - Shadows of Autumn

## Galleria d'immagini

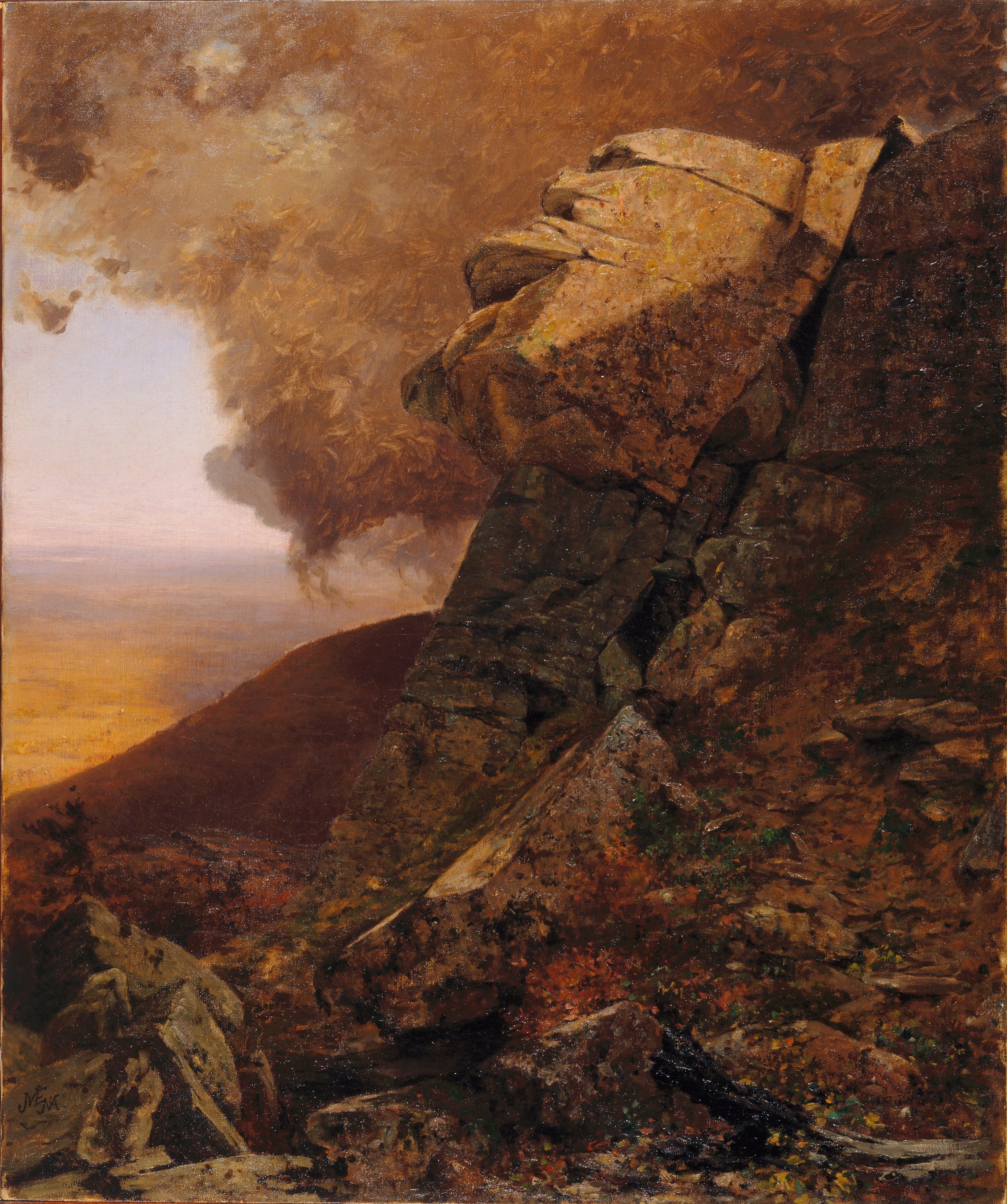
Una rupe nei Katskills
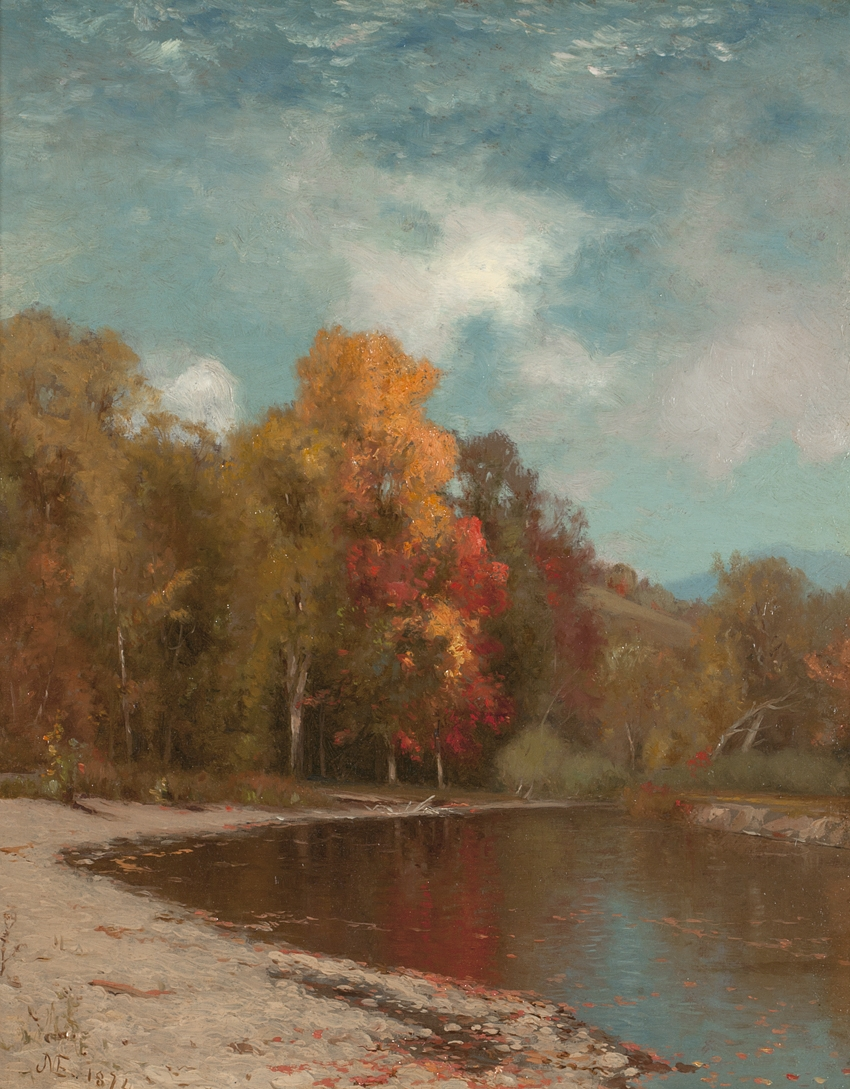
Foglie d'autunno
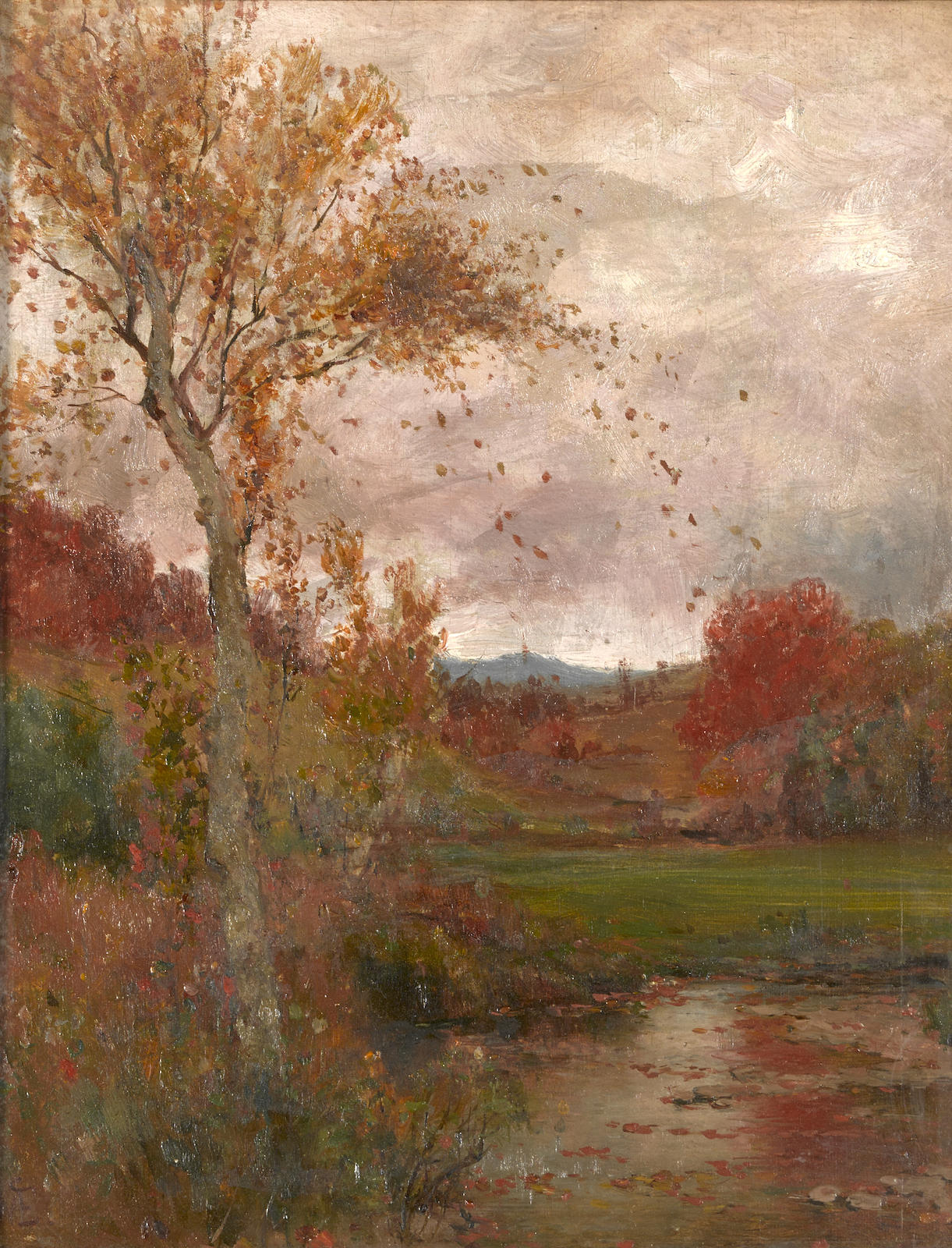
Alberi d'autunno lungo uno stagno
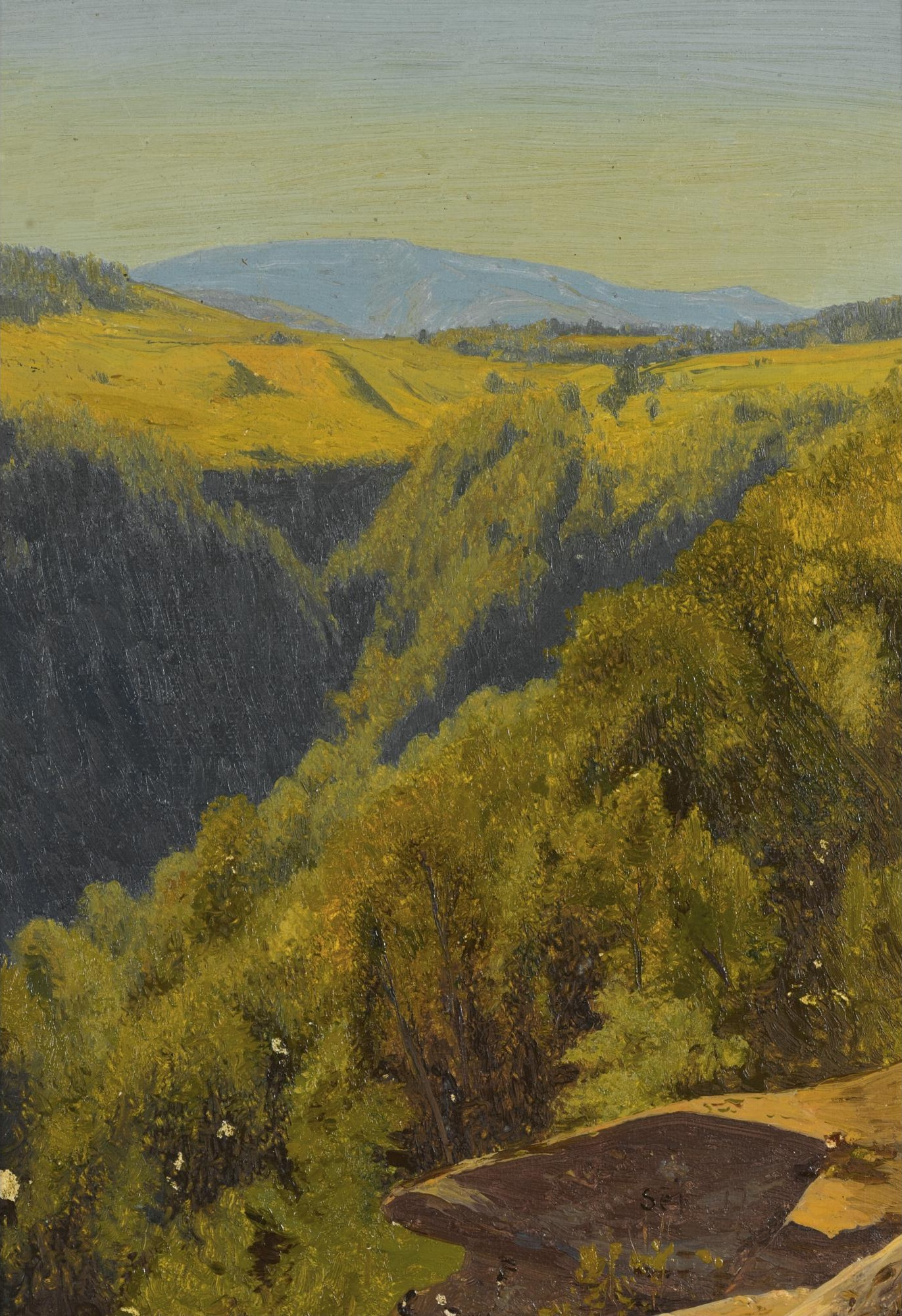
Estate in collina
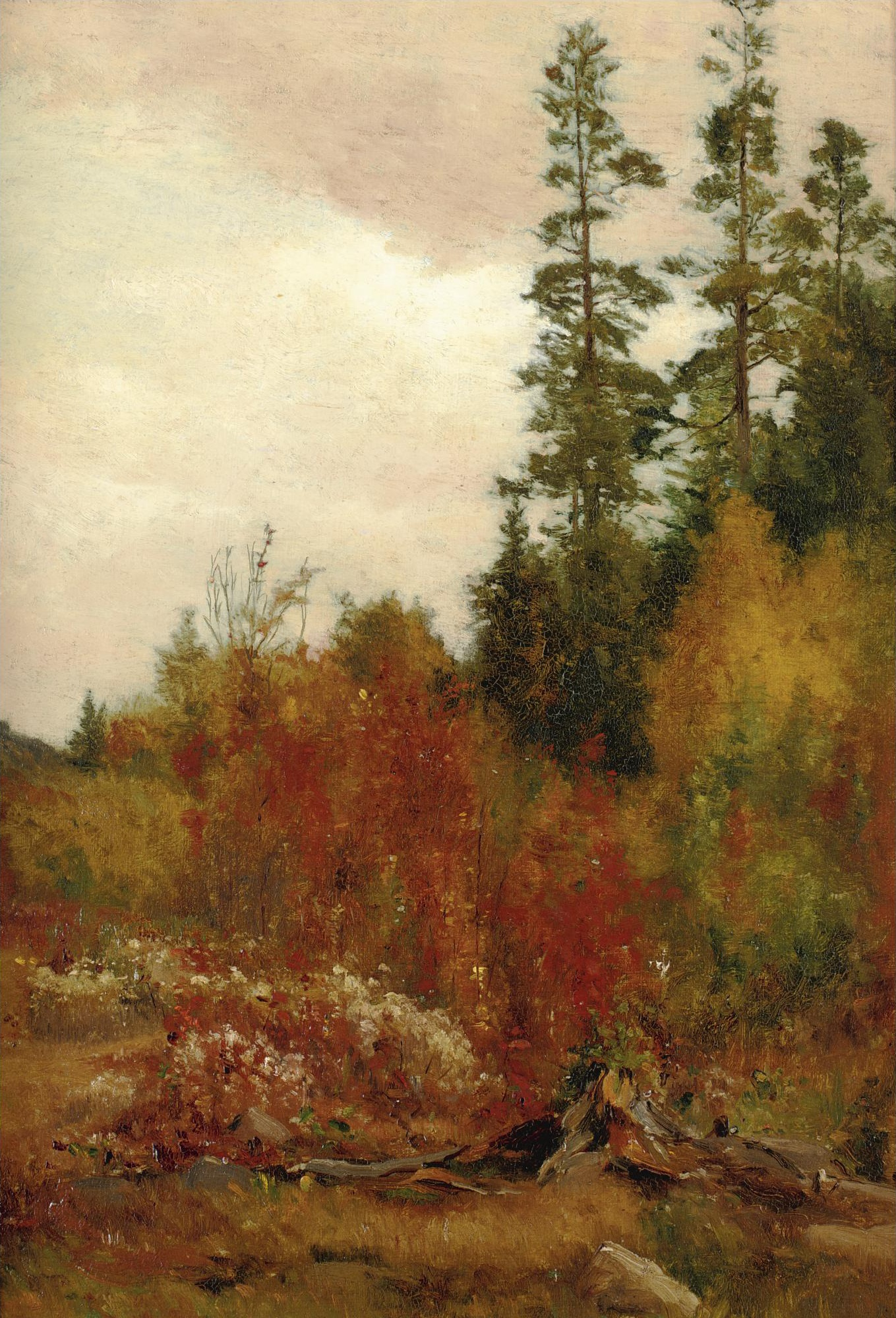
Studio presso Schulls
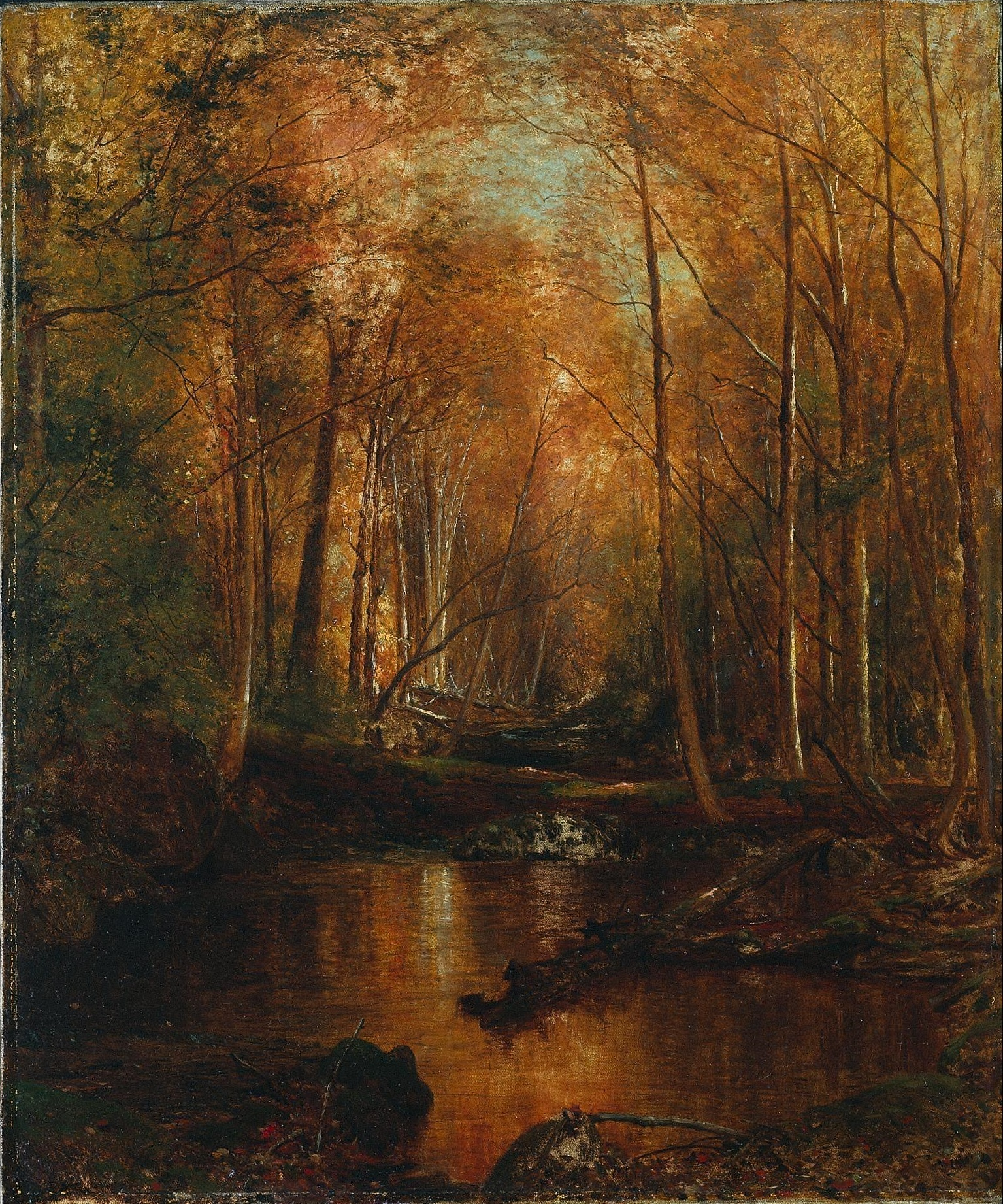
Autunno nei Katskills

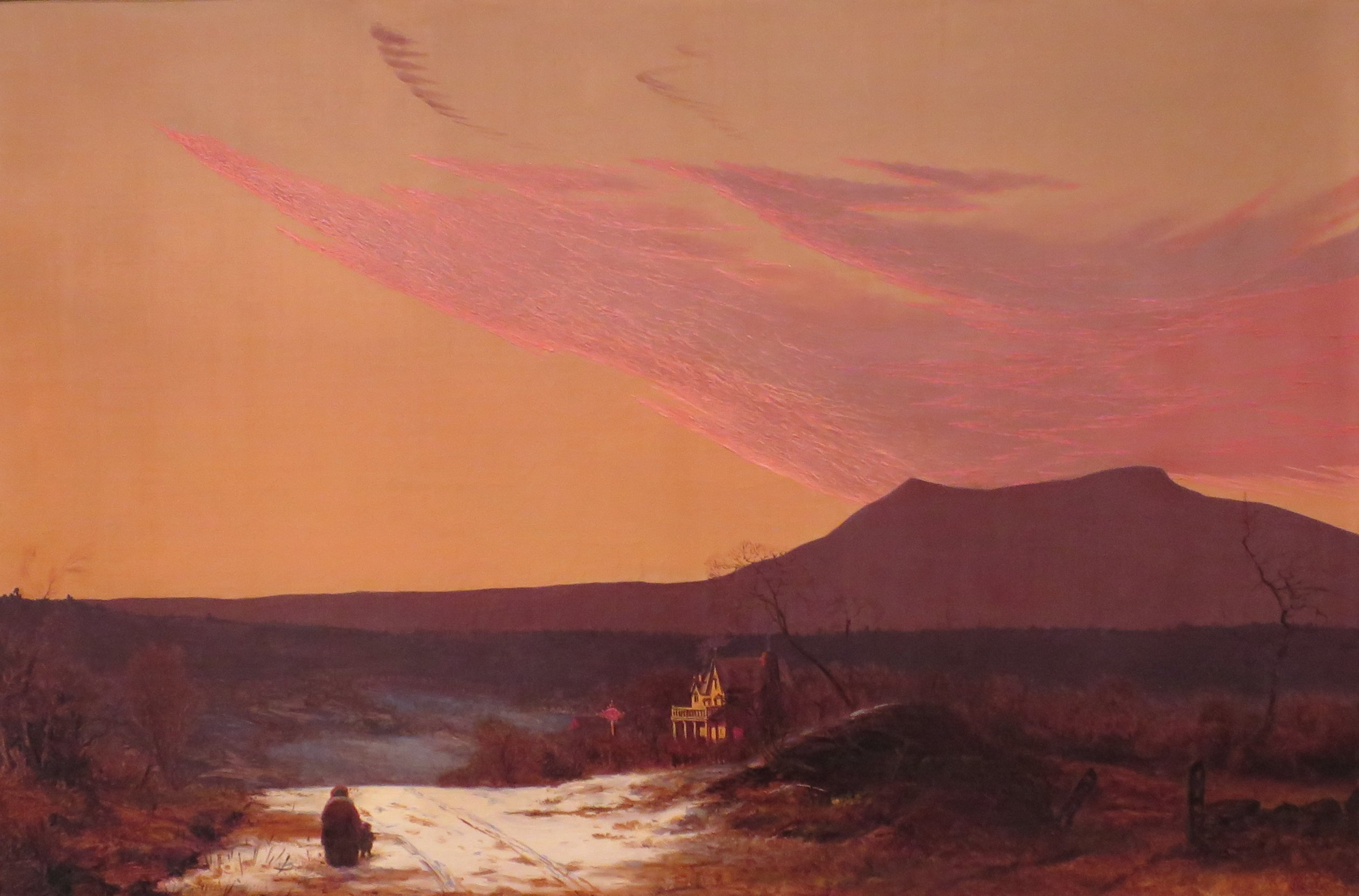
La Hudson River Valley
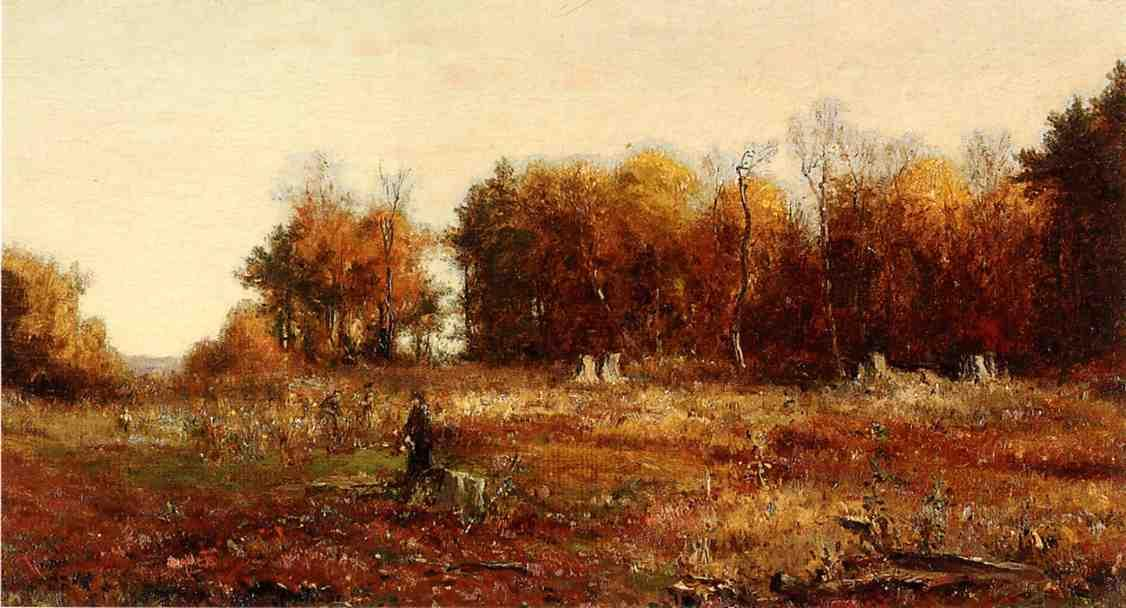
le foglie d'autunno